# بيل ويكس
بيل ويكس (بالإنجليزية: Bill Weeks)‏ هو لاعب كرة قدم أمريكية أمريكي، ولد في 1929 في هامبتون في الولايات المتحدة، وتوفي في 2 مايو 2006 في ألباكركي في الولايات المتحدة.

## وصلات خارجية
- بيل ويكس على موقع قاعة نيو مكسيكو للمشاهير الرياضية (الإنجليزية)